# Nottendorf
Nottendorf war eine Ansiedlung im Süden des Dorfes Erdberg im nunmehrigen 3. Wiener Gemeindebezirk Landstraße, die gegen Ende des 14. Jahrhunderts durch den Zuzug flämischer Gärtner entstanden ist, die den Auwald urbar machten. Diese waren von Albrecht III. geholt worden und sind 1389 mit 13 Häusern urkundlich bezeugt. Das Dorf hatte eine genossenschaftliche Dorfverfassung, der Name bedeutet niederdeutsch etwa „Dorf der Genossen“. Die Siedlung erstreckte sich von der heutigen Apostelgasse über den Kardinal-Nagl-Platz bis zur Leonhardgasse, wurde aber während der Türkenbelagerung 1529 vollkommen zerstört. Heute erinnert nur mehr die Nottendorfer Gasse im 3. Bezirk an das ehemalige Dorf.